# Hylarana latouchii
Espèce
Synonymes
- Rana latouchii Boulenger, 1899

Statut de conservation UICN

 LC  : Préoccupation mineure
"Hylarana" latouchii est une espèce d'amphibiens de la famille des Ranidae dont la position taxonomique est incertaine (incertae sedis).
Depuis la révision du genre Hylarana par Oliver, Prendini, Kraus et Raxworthy en 2015, cette espèce a été exclue de ce genre sans qu'il soit possible de la placée dans un autre de manière certaine. Elle est rapprochée de Hydrophylax ou Indosylvirana.

## Répartition
Cette espèce se rencontre :
- dans le sud-est de la République populaire de Chine dans les provinces d'Anhui, du Jiangsu, du Zhejiang, du Jiangxi, du Hunan, du Fujian et du Guangxi ;
- à Taïwan.

## Description

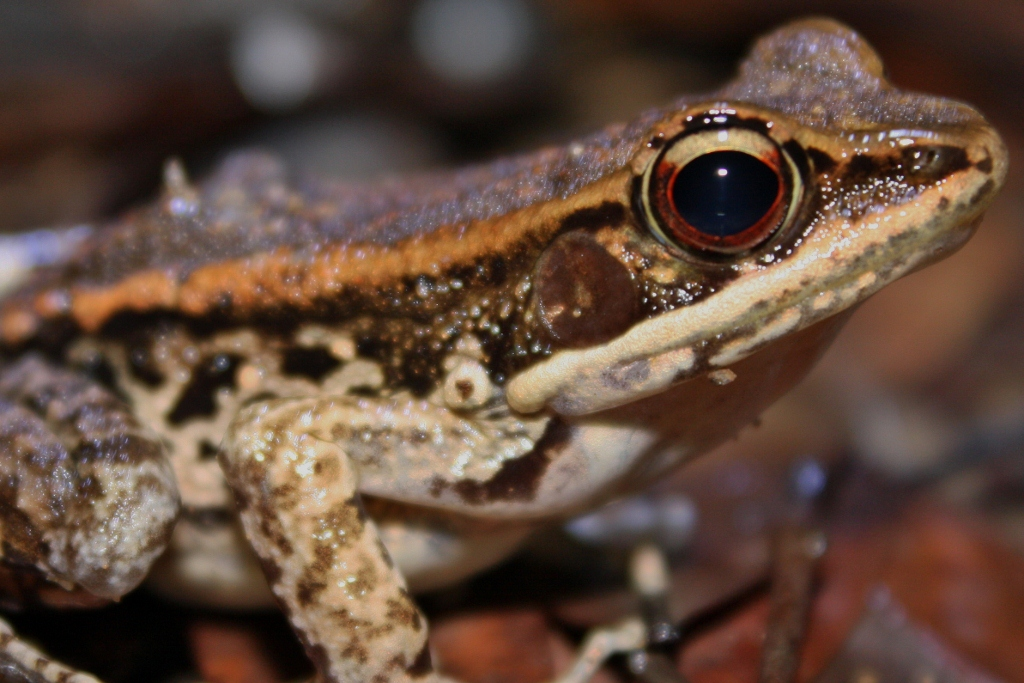

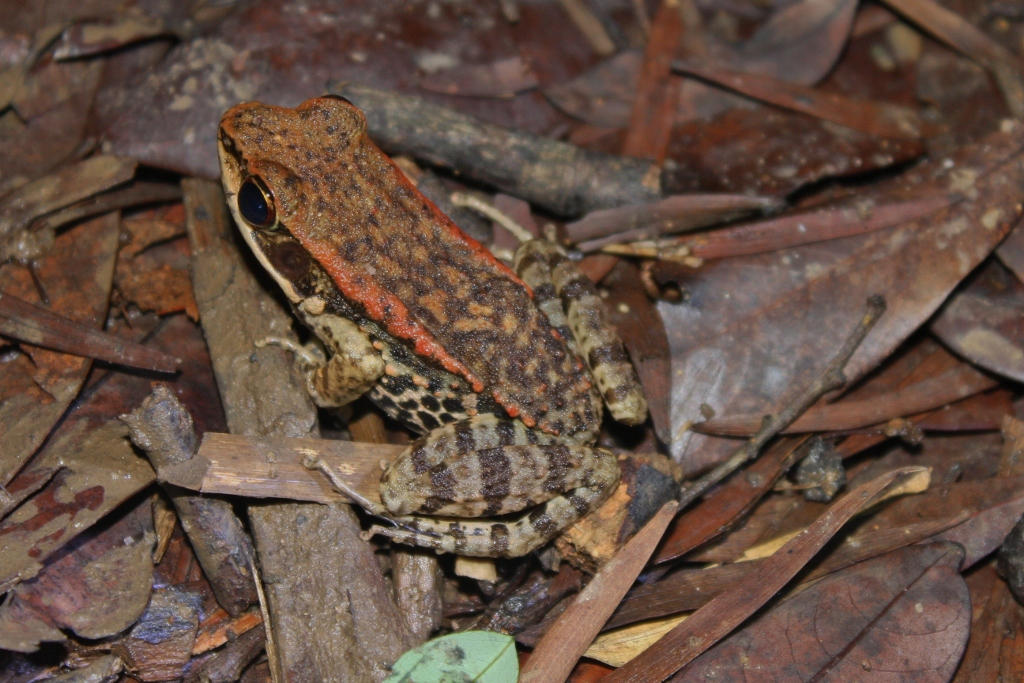

Hylarana latouchii présente une coloration générale rousse. Son dos est roux, tandis que ses flancs sont plus clairs et maculés de taches brun foncé.

## Métabolisme
Une étude sur son métabolisme, menée à Taïwan par le Department of Life Sciences et la National Cheng Kung University, a montré que l'aptitude de Hylarana latouchii à s'acclimater thermiquement variait au fil des saisons, chose qui ne s'était pas rencontré avec d'autres espèces d'amphibiens tropicaux ou subtropicaux.

## Étymologie
Cette espèce est nommée en l'honneur de John David Digues La Touche qui a collecté les premiers spécimens.

## Publication originale
- Boulenger, 1899 : On a collection of reptiles and batrachians made by Mr. J. D. Latouche in N. W. Fokien, China. Proceedings of the Zoological Society of London, vol. 1899, p. 159-172 (texte intégral).